# 八代自動車学校
八代自動車学校（やつしろじどうしゃがっこう）は、八代開発新興株式会社が運営する熊本県八代市にある熊本県公安委員会指定自動車教習所である。熊本県内の自動車学校では最大の敷地面積・広さを誇る。略称「CAT」。

## 教習科目
- 大型自動車第一種・第二種
- 中型自動車
- 普通自動車第一種・第二種
- 大型特殊自動車
- けん引
- 大型自動二輪車
- 普通自動二輪車

## 教習車種
大型
- いすゞ ギガ

中型
- いすゞ フォワード

普通第一種・第二種
- ホンダ グレイス

大型特殊
- TCM830シリーズ

けん引
- いすゞ フォワード

大型二輪
- ホンダ CB750
- スズキ スカイウェイブ

普通二輪
- ホンダ CB400
- スズキ スカイウェイブ

## 学校周辺
- ファミリーマート八代竹原店
- 新八代駅
- 熊本労災病院
- 熊本労災看護専門学校
- 富田薬品八代物流センター
- 東横イン新八代駅前

## アクセス
- 新八代駅から徒歩14分